# Ариф Айман Ханапи
Ариф Айман Ханапи е малайзийски футболист, играещ като нападател за малайзийския Джохор Дарул Та'зим и националния отбор на Малайзия. Участник в Купата на Азия 2023, като отбелязва втория гол във вратата на Южна Корея при равенството – 3:3.

## Успехи
Джохор Дарул Та'зим (Джохор Бахру)
- Супер лига на Малайзия
  -  Шампион (3): 2021, 2022,, 2023
- Купа на президента на Малайзия
  -  Носител (2): 2022, 2023
- Суперкупа на Малайзия
  -  Носител (3): 2021, 2022, 2023
- Купа на футболната федерация на Малайзия
  -  Носител (2): 2022, 2023

 Малайзия
- Иберкупа Коста дел Сол
  -  Носител (1): 2015
- Купа на Краля на Тайланд
  -  Финалист (1): 2022
- Турнир Мердека
  -  Финалист (1): 2023